# 东风工程
东风工程是中国新疆维吾尔自治区2007年7月政府针对出版业的一次战略性工程，主要目的是避免出版业出现针对敵對势力“西化”、“分化”新疆地区的图谋。促进新疆文化发展，其目的是有效缓解新疆乡镇农牧区缺书少刊的问题。面向新疆各个出版行业。

## 成效
2013年8月已经完成农牧区每一个行政村建立一个农家书屋的目标，新疆新闻出版社率领全疆各大出版单位大量出版各类文化图书供社区图书馆，乡镇“农家书屋”，乡镇学校等地使用。

## 参看
1. ↑  大汉网络. . whxcs.seac.gov.cn.   [2018-04-25]. （原始内容存档于2018-04-26）.
2. ↑  . www.agri.cn.   [2018-04-25]. （原始内容存档于2019-02-19）.